# 波斯 (厄尔省)
波斯（法語：Poses，法語發音：[poz]）是法国厄尔省的一个市镇，属于莱桑德利区。

## 地理
波斯（49°18'14"N, 1°14'40"E）面积7.2 平方千米，位于法国诺曼底大区厄尔省，该省份为法国北部内陆省份，北起滨海塞纳省，西接奧恩省和卡爾瓦多斯省，南至厄尔-卢瓦省，东临瓦兹省、瓦兹河谷省和伊夫林省。
与波斯接壤的市镇（或旧市镇、城区）包括：昂夫勒维尔苏莱蒙、莱里、皮特尔。

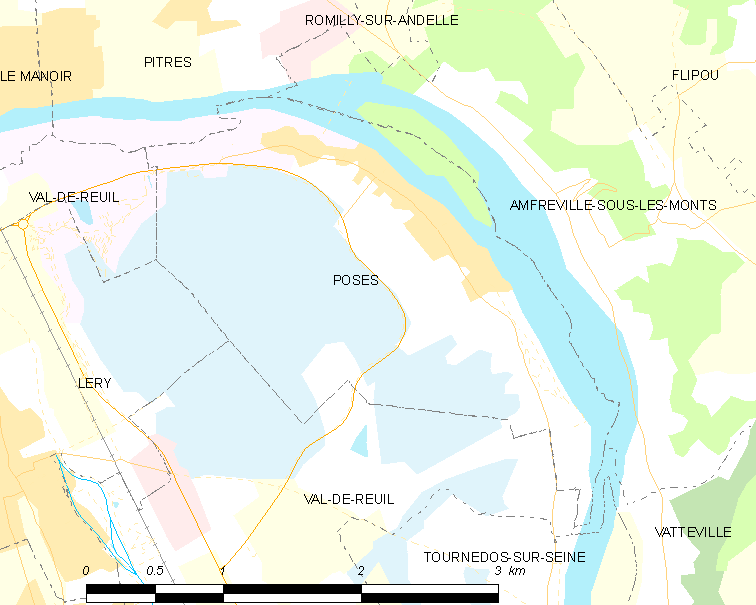
的OSM定位图

波斯的时区为UTC+01:00、UTC+02:00（夏令时）。

## 行政
波斯的邮政编码为27740，INSEE市镇编码为27474。

## 政治
波斯所属的省级选区为瓦勒德勒伊县。

## 人口

1962-2008年间人口变化图示

波斯于2022年1月1日时的人口数量为1118人。